# Noord-Luzonniltava
De Noord-Luzonniltava (Cyornis herioti) is een vogelsoort uit de familie van de muscicapidae (vliegenvangers). De vogel werd in 1886 door Robert George Wardlaw-Ramsay geldig beschreven op grond van museumexemplaren opgestuurd uit Manilla door de heer Maitland-Heriot. De wetenschappelijke naam is een eerbetoon aan deze afzender.
De Luzonniltava komt alleen voor in de Filipijnen.

## Kenmerken
De vogel is 15 cm lang. Het mannetje is staalblauw van boven en heeft ook een blauwe borst. De buik is vuilwit met soms oranje vlekjes. Het vrouwtje lijkt een beetje op het mannetje van een kleine vliegenvanger: grijsbruin van boven met een roestrode borst en lichte buik.

## Verspreiding, leefgebied en status
De vogel komt voor op noordelijk en Midden-Luzon. De leefgebieden liggen in natuurlijk tropisch bos en mangroven. De populatiegrootte werd in 2016 geschat op 10 tot 20 duizend volwassen vogels. De populaties hebben te lijden door habitatverlies, daarom staat de vogel als gevoelig op de rode lijst van de IUCN.